# Beachsoccer-Afrikameisterschaft
Die Beachsoccer-Afrikameisterschaft (englisch Beach Soccer Africa Cup of Nations), bis einschließlich 2013 The CAF Beach Soccer Championship, ist die kontinentale Beachsoccermeisterschaft Afrikas. Der Wettbewerb wird seit 2006 vom afrikanischen Fußballverband Confédération Africaine de Football (CAF) organisiert. Die Meisterschaft fand zuletzt im Zwei-Jahres-Rhythmus statt und dient gleichzeitig als Qualifikationsturnier für die Beachsoccer-Weltmeisterschaft.

## Die Turniere im Überblick
| 2006 Details | Durban (Südafrika)            | Kamerun    | 5:3             | Nigeria        | Ägypten        | 8:3           | Elfenbeinküste |
| 2007 Details | Durban (Südafrika)            | Nigeria    | 6:5             | Senegal        | Elfenbeinküste | 2:0           | Südafrika      |
| 2008 Details | Durban (Südafrika)            | Senegal    | 12:6            | Kamerun        | Elfenbeinküste | 6:3           | Ägypten        |
| 2009 Details | Durban (Südafrika)            | Nigeria    | 7:4             | Elfenbeinküste | Senegal        | 6:4           | Ägypten        |
| 2011 Details | Casablanca (Marokko)          | Senegal    | 7:4             | Nigeria        | Ägypten        | 4:4 1:0 i. E. | Madagascar     |
| 2013 Details | El Jadida (Marokko)           | Senegal    | 4:1             | Elfenbeinküste | Marokko        | 7:2           | Nigeria        |
| 2015 Details | Roche Caïman (Seychellen)     | Madagascar | 1:1 2:1 i. E.   | Senegal        | Nigeria        | 9:1           | Elfenbeinküste |
| 2016 Details | Lagos (Nigeria)               | Senegal    | 8:4             | Nigeria        | Ägypten        | 4:1           | Marokko        |
| 2018 Details | Scharm asch-Schaich (Ägypten) | Senegal    | 6:1             | Nigeria        | Ägypten        | 3:2           | Marokko        |
| 2021 Details | Saly Portudal (Senegal)       | Senegal    | 4:1             | Mosambik       | Marokko        | 5:3           | Uganda         |
| 2022 Details | Vilankulo (Mosambik)          | Senegal    | 6:5 i. P. (2:2) | Ägypten        | Marokko        | 6:4           | Mosambik       |
| 2024 Details | Hurghada (Ägypten)            | Senegal    | 6:1             | Mauretanien    | Marokko        | 4:3           | Ägypten        |

### Rangliste
| Rang | Land           | Titel | Jahr(e)                                        | 2. Platz | 3. Platz | 4. Platz |
| ---- | -------------- | ----- | ---------------------------------------------- | -------- | -------- | -------- |
| 1    | Senegal        | 8     | 2008, 2011, 2013, 2016, 2018, 2021, 2022, 2024 | 2        | 1        |          |
| 2    | Nigeria        | 2     | 2007, 2009                                     | 4        | 1        | 1        |
| 3    | Kamerun        | 1     | 2006                                           | 1        |          |          |
| 4    | Madagaskar     | 1     | 2015                                           |          |          | 1        |
| 5    | Elfenbeinküste |       |                                                | 2        | 2        | 2        |
| 6    | Ägypten        |       |                                                | 1        | 4        | 3        |
| 7    | Mosambik       |       |                                                | 1        |          | 1        |
| 8    | Mauretanien    |       |                                                | 1        |          |          |
| 9    | Marokko        |       |                                                |          | 4        | 2        |
| 10   | Südafrika      |       |                                                |          |          | 1        |